# Meu Amigão do Peito
Meu Amigão do Peito é um álbum infantil da cantora brasileira Ludmila Ferber, lançado em 2006 pela gravadora Kairós Music. Conta com faixa multimídia e recebeu indicação ao Troféu Talento, na categoria Melhor álbum infantil.

## Faixas
1. "Meu Amigão do Peito"
2. "Diálogo 1"
3. "O Melhor Amigo do Homem"
4. "Diálogo 2"
5. "Para Adorar"
6. "A Escada Musical"
7. "A Terra é Redonda"
8. "O Trem"
9. "Vi Uma Estrela"
10. "Alguém Especial"
11. "Diálogo"
12. "Sede de Deus"
13. "A gente não Desiste Nunca"